# 騰訊王卡
騰訊王卡是騰訊和中國聯通共同推出的一类騰訊應用（例：微信、手機QQ、騰訊視頻、QQ音樂、手機管家、騰訊遊戲等）專屬流量免費電話卡，主要有大王卡、天王卡、地王卡等。